# Pavare sfinx

Patru hexiamanturi „sfinx” pot fi puse împreună pentru a forma un alt sfinx

În geometrie pavarea sfinx este o teselare a planului care folosește „sfinxul”, un hexiamant pentagonal  format prin alipirea a șase triunghiuri echilaterale. Forma rezultată este numită astfel datorită vagii asemănări a sa cu Marele Sfinx de la Giza. Un sfinx poate fi divizat în orice pătrat perfect de copii ale lui însuși, unele dintre ele imagini în oglindă, iar repetarea acestui proces duce la o pavare aperiodică⁠(d) a planului. Sfinxul este prin urmare o rep-dală. Este una dintre puținele rep-dale pentagonale și este singura rep-dală pentagonală cunoscută ale cărei subcopii sunt egale ca mărime.

## Pavări sfinx

Exemple de combinații de sfincși care pot pava planul

Exemple de pavări sfinx